# کنده‌کاری استخوان
کنده‌کاری استخوان (انگلیسی: Bone carving) عمل خلق شکل‌های هنری با کنده‌کاری روی استخوان است و اغلب شامل کنده‌کاری روی شاخ و شاخ گوزنی هم می‌شود. این کار می‌تواند برای تزئین یا برای درست کردن یک فرم و شکل استفاده شود. کنده‌کاری استخوان در فرهنگ‌های مختلفی در دنیا انجام می‌شود؛ گاهی به خاطر ارزان‌تر بودنش و گاهی (مانند عصر حاضر) به دلیل وجود منع‌های قانونی در استفاده از چیزهایی مانند عاج و شاخ کرگدن. اهمیت کنده‌کاری استخوان در هنر پیشاتاریخ با یافتن پیکره‌های قابل‌توجهی چون گوزن شناگر (شاخ گوزن) و وجود انبوه تندیسک‌های ونوس نمایان می‌شود. 